# Peter Ofori-Quaye
Peter Ofori-Quaye (Accra, 21 de março de 1980) é um futebolista ganês que defendeu o Olympiacos na maior parte de sua carreira. Atualmente, joga pelo AEL Limassol.
Jogou também por Kalamata, Liberty Professionals, OFI Creta, Ironi Kiryat Shmona e AEL Limassol.